# Silvio Gambini
Silvio Pellico Gambini (Teramo, 18 agosto 1877 – Busto Arsizio, 17 ottobre 1948) è stato un architetto italiano.

## Vita
Silvio Gambini si diplomò Perito Agrimensore a Teramo, città nella quale nacque nel 1877. Giunto poco dopo a Busto Arsizio, lavorò presso lo studio dell'ing. Ercole Seves e per l'Ufficio Tecnico Comunale. 
Nel 1901, passò nello studio dell'ing. Guglielmo Guazzoni, di cui fu collaboratore e progettista fino al 1915, con libertà di poter eseguire in proprio alcuni lavori.
Particolarmente attento alla ricerca architettonica d'oltralpe, Gambini collaborò a varie riviste oltre a frequentare lo studio di Giuseppe Sommaruga a Milano.
Queste frequentazioni furono determinanti nella scelta di Gambini di riconoscersi ed esprimersi nello stile Liberty.
In una città in pieno sviluppo industriale (quale era Busto Arsizio all'inizio del XX secolo) la classe imprenditoriale, seppure piuttosto chiusa alle novità, rappresentò una discreta committenza per Gambini, che si dedicò alla realizzazione di ville patronali, case condominiali ed edifici produttivi.

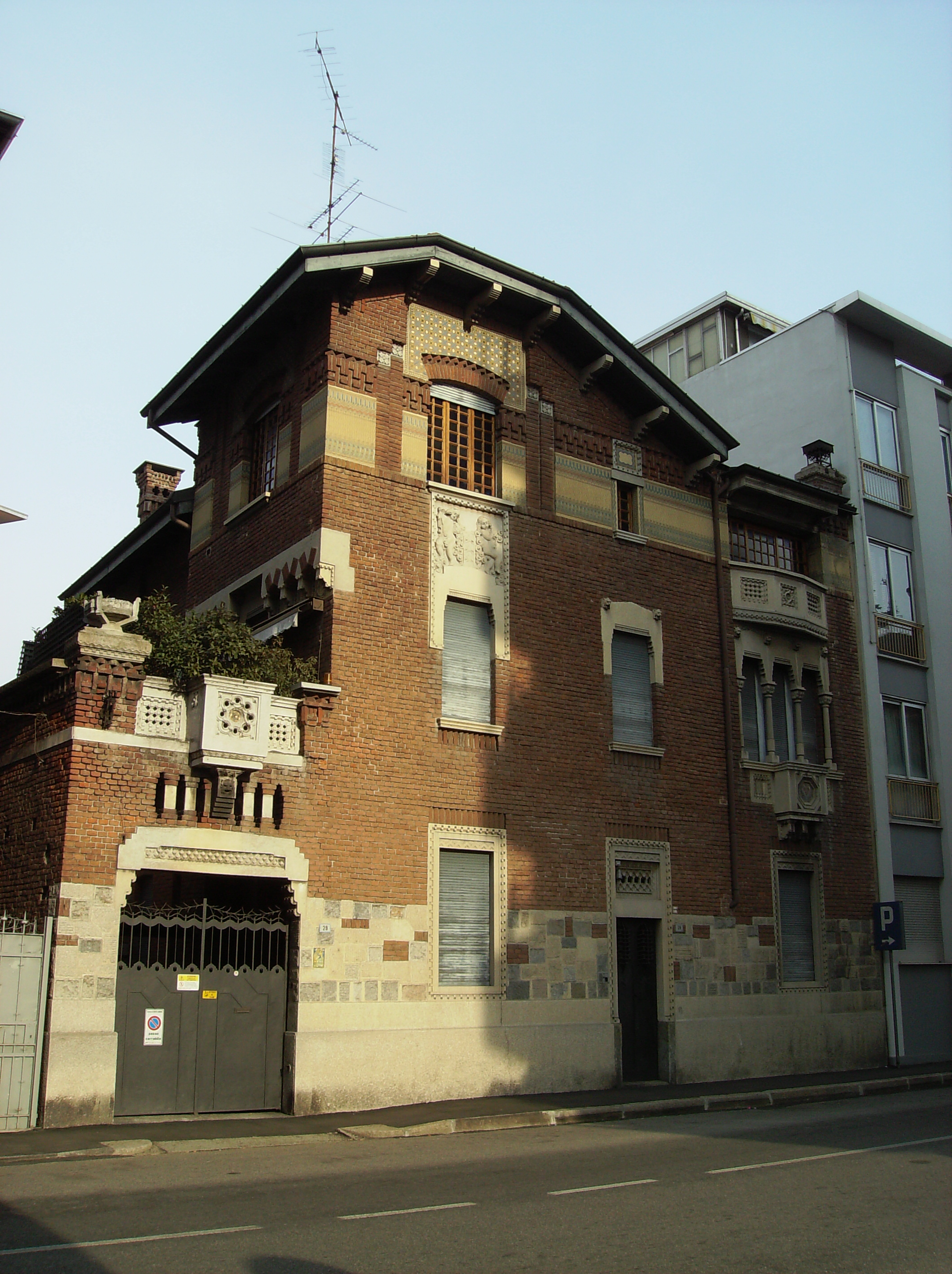
Villino Dircea Gambini (abitazione dell'architetto dedicata alla moglie). Dietro questo edificio si trova quello che ospitava lo studio dell'architetto Gambini

## Opere
In quegli anni di progettazione, l'architetto bustese realizzò tra l'altro la Casa Rena e l’Albergo Tre Re (oggi demolite), la palazzina Castiglioni in piazza Garibaldi, lo stabile Colombo in via Manara, la villa Leone in Corso XX Settembre, la Tintoria Emilio Garavaglia e i Molini Marzoli Massari.
Queste realizzazioni sono ritenute tra le migliori della stagione del Liberty bustese. In esse Silvio Gambini profuse sia attenzione alle esperienze dei grandi maestri della Secessione viennese, sia volontà di riscattare dall'anonimato il volto di una città, legata sino ad allora solo alla produzione, proprio attraverso una rilettura artistica del “luogo di lavoro”.
È del periodo 1909-1913 l'opera più significativa dell'attività di Gambini, la Villa Angeletti detta "La Palancola", in via Boccaccio n. 70 a Firenze, demolita negli anni '50 .
Fu anche un maestro del ferro battuto, in quanto vinse numerosi premi ad altrettanti concorsi inerenti, appunto, la progettazione di elementi in ferro battuto. In alcuni edifici da lui progettati, le decorazioni in ferro sono di sua lavorazione.
Infine, fu autore del volume Ferri moderni, pubblicato a Milano da Leonardo Preiss e contenente 35 tavole con idee e schizzi.

### Elenco delle opere
- Molini Marzoli Massari
- Villino Dircea Gambini
- Villa Nicora-Colombo
- Casa Castiglioni
- Casa Colombo
- Villa Leone
- Casa Rena
- Palazzo Frangi
- Villa Pozzi
- Tintoria Emilio Garavaglia
- Rifugio Città di Busto
- Villino
- Villa Giovanni Ferrario
- Villa Avanzini
- Diverse cappelle cimiteriali